# Patsy Kelly
Patsy Kelly (geboren als Sarah Veronica Rose Kelly, 12 januari 1910 – 24 september 1981) was een Amerikaanse actrice. Ze staat bekend om haar rol als de onbezonnen, grappige sidekick van Thelma Todd in een reeks korte komische films geproduceerd door Hal Roach in de jaren dertig onder de titel 'Todd & Kelly'. Kelly's carrière ging na de dood van Todd in 1935 verder in soortgelijke rollen
Nadat haar filmcarrière halverwege de jaren veertig achteruitging, keerde Kelly terug naar New York, waar ze op de radio werkte. Ze werd ook een levenslange vriendin en persoonlijke assistent van Tallulah Bankhead. Kelly keerde na 17 jaar terug op het scherm met diverse gastrollen op televisie en in films.
Kelly keerde terug naar het toneel in de heropleving van No, No, Nanette in 1971, waarvoor ze een Tony Award won. Ze bleef in film- en televisierollen verschijnen totdat ze in januari 1980 een beroerte kreeg die haar spraakvermogen beperkte.

## Broadway
Kelly maakte haar debuut op Broadway in 1927 en trad op in Harry Delmar's Revels met Bert Lahr en Winnie Lightner. In andere Broadway producties trad ze op in Three Cheers (1928) met Will Rogers en Dorothy Stone, Earl Carroll's Sketch Book (1929) met William Demarest en Faith Bacon, Earl Carroll's Vanities (1930) met Jack Benny en Jimmy Savo, The Wonder Bar (1931) met Al Jolson, en in de Howard Dietz-Arthur Schwartz muzikale revue Flying Colors (1932) met Clifton Webb, Imogene Coca, Buddy Ebsen en Charles Butterworth.In haar latere jaren verscheen ze in No, No, Nanette (1971) met Ruby Keeler en Jack Gilford, en Irene (1973) met Debbie Reynolds.

## Filmcarrière

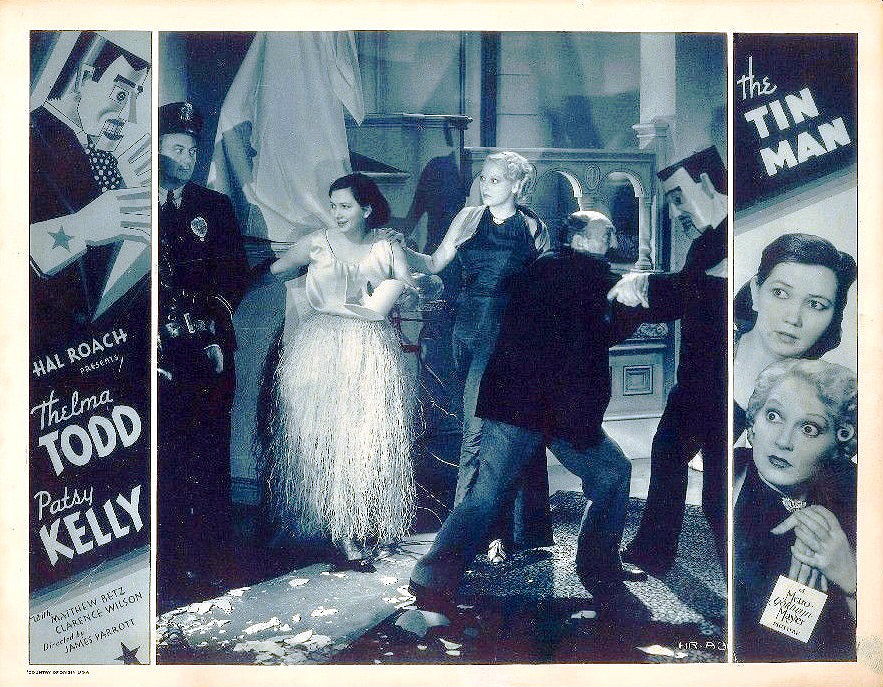
Lobbykaart voor de korte komedie The Tin Man (1935) met Patsy Kelly en Thelma Todd

### Jaren dertig
Kelly maakte haar filmdebuut in de korte film The Grand Dame (1931), waarin ze de rijke echtgenoot van een gangster speelt. In 1933, naar verluidt nadat hij haar in de film Flying Colors had gezien, huurde producer Hal Roach Kelly in om samen met Thelma Todd te werken aan een reeks korte komedies onder de titel 'Todd & Kelly'. Kelly zou daarmee Todd's voormalige co-ster ZaSu Pitts vervangen nadat die na een contractgeschil met Roach de studio en daarmee de duo act had verlaten. Kelly was aanvankelijk zeer terughoudend om de overstap van theater naar films te maken, maar Thelma Todd moedigde haar aan om in Hollywood te blijven. Todd reed zelfs naar Pasadena om te voorkomen dat Kelly terugkeerde met de trein naar New York. Ze hielp Kelly ook met haar financiën en belastingproblemen tijdens de eerste fasen van haar verhuizing naar het westen. Todd had al schulden en stelde haar voor om geen faillissement aan te vragen.
Voordat ze de overstap naar Hollywood maakte, liet Kelly doorschemeren: "Ik zal een flop zijn in films. Bovendien vind ik ze niet leuk, en ik heb nooit geloofd dat er een plaats bestond die Hollywood heette. Iemand heeft het verzonnen!" Ze vertrouwde Motion Picture ooit toe: "Ik heb het een paar dagen geprobeerd en vond het de domste onderneming ter wereld. 
Kort na het opnemen van de film Beauty and the Bus, in augustus 1933, raakte Kelly gewond toen zij als passagier aan boord zat van een auto bestuurd door Gene Malin.  Malin verwarde de versnellingen en reed achteruit van een pier het water in, na een optreden in het Ship Cafe, een club in Venice, Los Angeles. Malin liet het leven; Kelly en medepassagier Jimmy Forlenza liepen ernstige verwondingen op.   De doctoren vertelden haar dat ze nog maar tien jaar te leven zou hebben, gebaseerd op de hoeveelheid zandwater die in haar longen terecht was gekomen. Kelly zei ooit jaren later: ‘Ik zag een team van artsen met een ernstig gezicht hun hoofd knikken over mijn zogenaamde bewusteloze lichaam. Ze gaven me maximaal tien jaar te leven. Toen ik dat oordeel hoorde, was ik was behoorlijk bang. Maar ik raapte mezelf bij elkaar en zei: 'Kelly, er is maar één manier om deze rap te verslaan: maak je geen zorgen - en geniet van de resterende jaren.'" 
De korte films van Todd en Kelly versterkten Kelly's imago: een onbezonnen, vrijmoedige, vrolijke, grappige vrouw die regelmatig de gewichtigheid van andere personages doorprikte. De meeste werden geregisseerd door Gus Meins, zoals Air Fright (1933), Maid in Hollywood (1934) en Babes in the Goods (1934). Latere films, zoals Slightly Static (1935), toonden Kelly's dansvaardigheden. Kelly maakte 21 films met Todd voordat Todd onverwachts in 1935 stierf aan koolmonoxidevergiftiging in haar garage na het filmen van An All-American Toothache (1936) met Mickey Daniels en Duke York . Jaren later onthulde Kelly over de dood van Todd: 'Ze had die avond ruzie met haar geliefde op een feestje. Ik was er niet, maar vrienden van mij waren er wel en ze vertelden me erover. Er waren veel verdachte zaken omtrent haar dood die nooit werd uitgezocht en opgehelderd. Ze was zeker niet dronken. Thelma dronk die hele avond één drankje en raakte nooit drugs aan. Ze was een sterke vrouw met een krachtig gevoel voor humor en een geweldig enthousiasme voor het leven. Ik heb altijd gedachtdat God nog een engel wilde. Ze was te jong en te mooi..." 
Todd werd vervangen door Pert Kelton voor een korte film, Pan Handlers (1936), maar Kelton werd snel vervangen door Lyda Roberti, een in Polen geboren komiek met een dik buitenlands accent. Samen speelden ze in de Hal Roach-komedie Nobody's Baby (1937), vlak voor Roberti's vroegtijdige dood. Volgens Kelly stierf Roberti in 1938 aan hartfalen toen zij bukte om een schoenveter te strikken.  Het waren incidenten als deze die Kelly een reputatie in Hollywood gaven waarbij men sprak van een vloek als je samen met haar werkte. Haar optredens werden er echter nooit door belemmerd.
Haar speelfilmdebuut maakte ze in 1933 in de film MGM 's Going Hollywood waarin ze drol van Jill Barker speelde. Ze deelde schermtijd met onder meer Marion Davies, Bing Crosby, Fifi D'Orsay en Ned Sparks. Haar bijdrage in de film was klein en ze kreeg niet de kans om haar muzikale talenten te tonen. 
Kelly's verschillende filmrollen in de jaren dertig varieerden van uitgestreken, komische rollen tot indrukwekkende, dramatische rollen. Er was heel weinig dat ze niet op het scherm kon uitbeelden. Wat de komische kant betreft, verscheen ze in de luchtige film Pick a Star (1937) met Rosina Lawrence, Jack Haley en Laurel en Hardy, in de bokskomedie Kelly the Second (1936) met Guinn Williams en Charley Chase, en in de politieke satirische film Thanks A Million (1935) met Dick Powell, Ann Dvorak en radiopersoonlijkheid Fred Allen. Wat drama betreft, liet ze zich van haar serieuzere kant zien in films als het politiek getinte The Girl From Missouri (1934) met Franchot Tone en Lionel Barrymore, en in Private Number (1936) met Loretta Young en Basil Rathbone in de hoofdrol.
In 1935, vóór de dood van Todd, en nadat Stan Laurel ruzie had gehad met Hal Roach over een contractonenigheid, was er kort sprake van dat Kelly samen met Oliver Hardy een nieuwe komedie serie zou maken met de titel The Hardy Family. Zij zou hierin zijn vrouw en de moeder van Spanky McFarland spelen. Er werd een pilot aangekondigd, getiteld Their Night Out, met James W. Horne als regisseur, maar die werd uiteindelijk nooit opgenomen doordat het project overboord werd gegooid toen Laurel terugkeerde naar de studio en het geschil tussen hem en Roach was opgelost. Kelly deed auditie om de vrouw van Laurel te spelen in de Laurel & Hardy film Sons of the Desert (1933), maar de rol werd uiteindelijk gegeven aan Dorothy Christy.
In de jaren dertig verscheen Kelly ook in filmmusicals als Going Hollywood (1933), Pigskin Parade (1936) met Stuart Erwin en Judy Garland (in haar eerste filmrol), Sing, Baby, Sing (1936) met Gregory Ratoff, Adolphe Menjou en Ted Healy, en in Paramount Pictures 'Every Night at Eight' (1935), waarin ze een hoopvolle zangers speelt die wordt ontdekt door een ambitieuze bandleider met de naam Tops Cardona, gespeeld door George Raft. In de film laat Kelly haar zangtalenten ten gehore brengen. Het tapdansen dat ze leerde toen ze jong was, werd goed gebruikt in films als 20th Century Fox 's Thanks a Million en Warner Bros. 'Go Into Your Dance' (1935) met Ruby Keeler en Al Jolson.

### Eind jaren dertig en begin jaren veertig
In 1937 vertrok ze naar een sanatorium om op dieet te gaan en verloor vijftig pond. Hoewel de nieuwe, slankere Kelly het niet lang volhield, was ze behoorlijk trots op haar prestatie.
Tegen het einde van het decennium verscheen ze als winkelmeisje Peggy O 'Brien in Hal Roach's There Goes My Heart (1938) met in de hoofdrol Fredric March en Virginia Bruce, en als Kitty in The Gorilla (1939) met Bela Lugosi en de Ritz Brothers. Dit zou Kelly's favoriete filmoptreden zijn uit haar carrière naar eigen zeggen. Een optreden dat ze ooit noemde als haar favoriete optreden. In het begin van de jaren veertig deelde ze het scherm met grote sterren als John Barrymore (in zijn laatste filmrol), Gary Cooper, Merle Oberon, Walter Brennan, John Wayne, Bert Lahr, Lupe Velez, Eddie Albert, Victor McLaglen en Phil Silvers en Ann Miller in hun debuut op groot scherm, Hit Parade of 1941 . Ze speelde rond deze periode ook samen met Todd's eerdere partner ZaSu Pitts in Roach's komedie Broadway Limited (1941). In haar films uit deze periode speelde ze veelal een brutale meid of een assistent. 

## Latere carrière
Kelly's filmcarrière kwam tot een abrupte stilstand eind jaren '30 nadat ze door de studio's op de zwarte lijst was gezet nadat ze onbedoeld door een uitspraak tijdens een interview met een tijdschrift uit de kast kwam als lesbienne.  Nadat ze Hollywood had verlaten, keerde Kelly terug naar New York, waar ze voor de radio werkte en diverse programma's presenteerde. Ook toerde in de oorlogsjaren tijdens de Tweede Wereldoorlog door de VS en Canada om troepen te vermaken. Ze werkte ook als persoonlijk assistent van Tallulah Bankhead en verscheen met haar op het podium in Dear Charles (1955). 

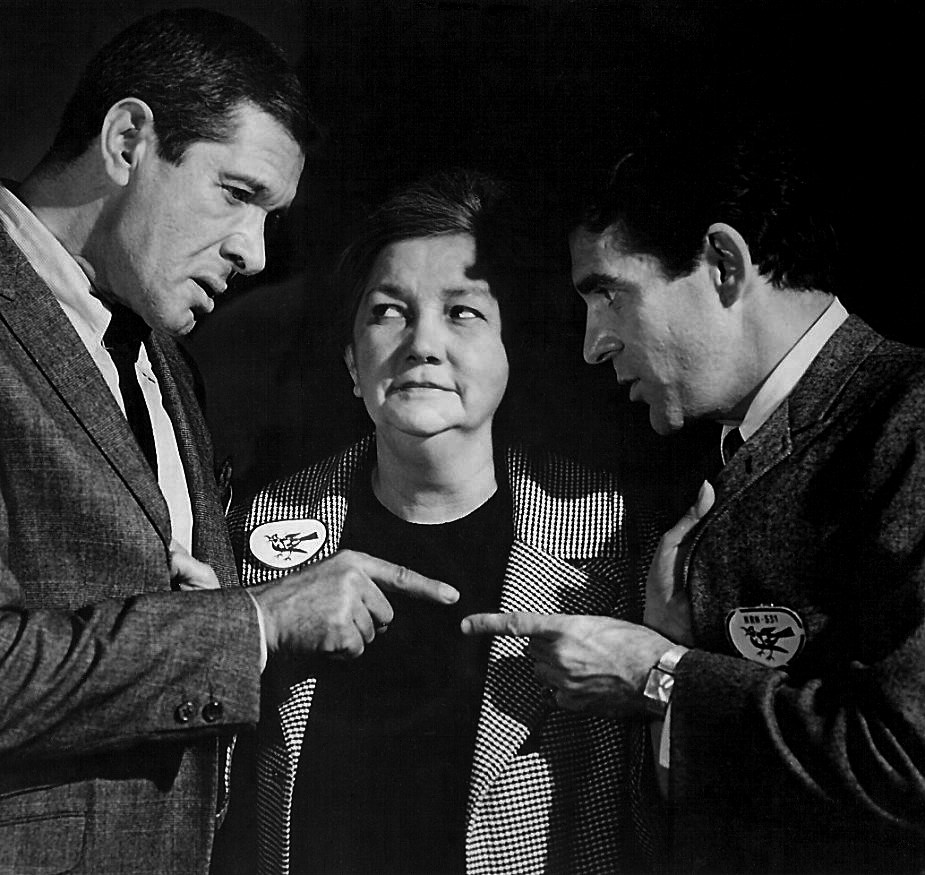
Foto van Jan Murray, Patsy Kelly en Pat Harrington uit het televisieprogramma The Man From UNCLE.

Kelly keerde in de jaren vijftig terug op het scherm in diverse televisie- en sporadische filmrollen. Op televisie verscheen ze in gastrollen in 26 Men, Kraft Television Theatre, The Man from UNCLE, The Dick Van Dyke Show, The Wild Wild West en Alfred Hitchcock Presents, evenals in vele onverkochte piloten. In de jaren zestig speelde ze rollen als 'Mac the Nurse' in The Naked Kiss (1964) en als 'Laura-Louise McBirney' in de psychologische horrorfilm Rosemary's Baby (1968), geregisseerd door Roman Polanski.
Ze keerde in 1971 terug naar Broadway in de heropleving van No, No, Nanette met Ruby Keeler en Helen Gallagher. Kelly scoorde een groot succes als de grappige, tapdansende meid en won in 1971 de Tony Award op Broadway voor beste vrouwelijke bijrol in een musical voor haar optreden in de show.  Ze evenaarde dat succes het jaar daarop toen ze samen met Debbie Reynolds in Irene speelde en opnieuw werd genomineerd voor een Tony. 

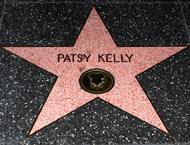
Patsy Kelly's ster op de Hollywood Walk of Fame

In 1976 verscheen ze als de huishoudster mevrouw Schmauss in de Walt Disney- film Freaky Friday met Jodie Foster en Barbara Harris in de hoofdrol. Haar laatste rol in een speelfilm was in een andere komedie voor Disney, The North Avenue Irregulars (1979), waarin ook Harris speelde, samen met Cloris Leachman, Edward Herrmann en Karen Valentine. Kelly's laatste optreden op het scherm was een gastrol in een tweedelige aflevering van The Love Boat in 1979.

## Persoonlijk leven
Kelly was lesbiene, maar haar seksualiteit was onbekend bij het grote publiek. Ze vertelde een biograaf dat ze een 'grote pot' was, maar verbood hem die informatie te publiceren totdat haar carrière voorbij was; het werd gepubliceerd in 1994.  Ze had in de jaren dertig op onduidelijke wijze gezinspeeld op haar seksuele geaardheid, toen ze aan het tijdschrift Motion Picture onthulde dat ze al een aantal jaren een appartement deelde met actrice Wilma Cox zonder de bedoeling te trouwen; maar ze heeft zelf nooit publiekelijk beweerd lesbisch te zijn, wat in die tijd tot grote sociale en professionele kritiek zou hebben geleid.  Echter door dit interview werd ze door Hollywood op een zwarte lijst gezet waardoor haar acteer carrière abrupt stopte. Tallulah Bankhead heeft later bevestigd jaren een geheime relatie te hebben gehad met Kelly toen die werkte als de persoonlijke assistent van Bankhead. In 1942 was ze tijdelijk verloofd met een militair genaamd Otto Malde, maar het huwelijk kwam nooit tot stand.
Ze was zelf een fanatieke filmfan en bracht vele leuke avonden door met naar de film gaan, waarbij ze er soms wel zeven of acht per week zag. "Wat doe je op de andere twee avonden?" werd haar gevraagd. "Nou... ik heb eigenlijk niets te doen. Ik blijf maar zitten wensen dat er meer foto's te zien zijn. Maar als je acht tot tien films per week ziet, raakt de voorraad echt op." 
Januari 1980 kreeg Kelly in San Francisco een beroerte, waardoor ze niet meer kon praten. Ze werd op advies van haar oude vriendin Ruby Keeler opgenomen in het Englewood Nursing Home in Englewood, New Jersey, waar ze therapie onderging. 

## Dood
Op 24 september 1981 stierf Kelly aan kanker in het Motion Picture &amp; Television Country House and Hospital in Woodland Hills, Californië .   Haar begrafenis vond plaats op 28 september in de rooms-katholieke kerk St. Malachy in Manhattan. Ze werd bijgezet in het graf dat ze deelt met haar ouders, John en Delia Kelly op Calvary Cemetery in Queens, New York . 